# Alan Cunningham
Alan Gordon Cunningham (Dublin (Ierland), 1 mei 1887 – Royal Tunbridge Wells (Kent), 30 januari 1983) was een Britse legerofficier, bekend vanwege zijn overwinning op de Italiaanse troepen in de Oost-Afrika Campagne tijdens de Tweede Wereldoorlog. Hij was de jongere broer van de Admiral of Fleet Lord Cunningham of Hyndhope. 

## Vroegere carrière en Eerste Wereldoorlog
Hij studeerde aan de Cheltenham College en de Royal Military Academy, Woolwich en ging in 1906 bij het leger. Tijdens de Eerste Wereldoorlog diende hij bij de Royal Horse Artillery en verdiende in 1915 het Military Cross en in 1918 de Distinguished Service Order. Na de oorlog diende hij voor twee jaar in Straits Settlements.
In 1937 werd Cunningham bevelhebber van de 1e Infanteriedivisie. In 1938 promoveerde hij tot generaal-majoor en werd benoemd tot bevelhebber van de 5th Anti-Aircraft Division.

## Tweede Wereldoorlog
Na het begin van de Tweede Wereldoorlog had Cunningham eerst een aantal benoemingen tot bevelhebber van infanteriedivisies in Groot-Brittannië voordat hij gepromoveerd werd tot luitenant-generaal en het bevel over de British East Africa Forces in Kenia overnam. 
Tijdens de Oost-Afrika Campagne beval generaal Archibald Wavell, opperbevelhebber van de Britse Midden-Oosten Commando Cunningham om Brits-Somaliland te heroveren en Ethiopië en Addis Abeba te bevrijden van de Italianen, terwijl troepen onder commando van luitenant-generaal William Platt vanuit Soedan via Eritrea zou aanvallen. Het offensief van Cunningham begon met de bezetting van de havens Kismayu (Italiaans: Chisimaio) en Mogadishu (Italiaans: Mogadiscio) aan de Indische Oceaan en de Italianen vluchten naar het binnenland van Somalië. Op 6 april 1941 rukte de troepen van Cunningham Addis Abeba binnen. Op 11 mei ontmoette de noordelijkste eenheden van Cunningham onder de Zuid-Afrikaanse brigadier Dan Pienaar met de troepen van Platt onder generaal-majoor Mosley Mayne om Amba Alagi te belegeren. Op 20 mei accepteerde Mayne bij Amba Alagi de overgave vande Italiaanse troepen onder leiding van Amadeus van Aosta.
De campagne van Cunningham was een snelle actie die resulteerde met de gevangenneming van 50.000 man en het verlies van 500 van zijn eigen mannen.
Zijn succes in Oost-Afrika leidde in augustus 1941 tot de benoeming van Cunningham tot bevelhebber over het nieuwgevormde Britse Achtste Leger in Noord-Afrika. Zijn eerste taak was het offensief van generaal Claude Auchinleck door de Libische woestijn te leiden dat op 18 november 1941 begon. Door snel oplopende verliezen moest Cunningham echter overwegen het offensief in te korten. Het advies werd niet geaccepteerd door zijn superieuren en Auchinleck onthief hem van zijn commando. Hij keerde terug naar Groot-Brittannië om daar de rest van de oorlog te dienen als commandant van de Staff College (1942) en general officer C-in-C in Noord-Ierland (1943) en Eastern Command (1944). Hij werd in 1941 geridderd.

## Na de oorlog
Na de Tweede Wereldoorlog promoveerde Cunningham op 31 oktober 1945 tot generaal en keerde terug naar het Midden-Oosten als hoge commissaris van Palestina. Hij diende van 1945 tot 1948 als hoge commissaris en maakte mee dat het Britse mandaat over Palestina werd opgeheven en de staat Israël werd uitgeroepen. Hij had zich minder dan twee jaar hiervoor in oktober 1946  teruggetrokken uit het leger toen hij de rol van opperbevelhebber in Palestina opgaf. Hij diende tot 1954 als kolonel-commandant van de Royal Artillery.

## Militaire loopbaan
- Second lieutenant: 20 december 1906
- Lieutenant: 12 oktober 1909
- Captain: 30 oktober 1914
- Major: 13 juni 1916
- Titulair Lieutenant-Colonel: 1 juli 1928[3]
- Lieutenant-Colonel: 5 mei 1937[3]
- Colonel: 17 december 1937 (gedateerd van 1 juli 1931)[3]
- Tijdelijk Brigadier: 17 december 1937[3]
- Major-General: 1 september 1938 (gedateerd van 16 juni 1938)[3]
- Waarnemend Lieutenant-General: 19 oktober 1940[3]
- Tijdelijk Lieutenant-General: 19 oktober 1941[4][3]
- Lieutenant-General: 23 juli 1943 (gedateerd van 23 oktober 1942)[5][3]
- General: 30 oktober 1945[6][3]
- Pensioen: 30 oktober 1946[7]

## Onderscheidingen
- Ridder Grootkruis in de Orde van Sint-Michaël en Sint-George in 1948
- Ridder Commandeur in de Orde van het Bad in 1941
- Orde van Voorname Dienst in 1918
- Military Cross in 1915
- 1914 Ster in 1915
- Britse Oorlogsmedaille in 1919
- Intergeallieerde Medaille
- Commandeur in het Legioen van Verdienste (Verenigde Staten) in 1945
- Afrikaanse Ster
- War Medal 1939-1945
- General Service Medal (1918)
- Medaille voor de Kroning van George VI
- Grootkruis in de Kroonorde (België) in 1950
- Order of Menelik II
  - Eerste Klasse in 1954[8]
- Orde van de Stralende Ster (Zanzibar)
  - Eerste Klasse op 28 oktober 1941[8]
- St. George's Military Medal met 2 Palmen op 27 mei 1949[9]
- Hij werd driemaal genoemd in de Dagorders. Dat gebeurde op:[8]
  - 1 januari 1916
  - 18 mei 1917
  - 20 mei 1918
  - 6 januari 1944[10]